# ジャーヘッド2 奪還
『ジャーヘッド2 奪還』（ジャーヘッドツー だっかん、原題：Jarhead 2: Field of Fire）は、2014年のアメリカ合衆国の戦争映画である。『ジャーヘッド』シリーズの2作目。前作と異なり、本作は実際の出来事をベースにした映画ではなく、アメリカ海兵隊がターリバーンの反政府武装組織から人権活動家を救出するというストーリーになっている。監督はドン・マイケル・ポール、出演はコール・ハウザー、ジョシュ・ケリー、ダニエル・サヴレ、ボキーム・ウッドバイン、スティーヴン・ラングなど。ビデオ映画で、2014年8月19日にDVDとBlu-ray Discが同時発売された。
日本では、2014年11月6日にNBCユニバーサル・エンターテイメントジャパンからDVD（規格品番：GNBF-2564）が発売された。2017年6月7日にブルーレイ（規格品番：GNXF-2233）が発売された。

## キャスト
| 役名                 | 俳優                   | 日本語吹き替え |
| -------------------- | ---------------------- | -------------- |
| メリメット           | ジョシュ・ケリー       | 土田大         |
| ケトナー             | ボキーム・ウッドバイン | 竹田雅則       |
| アレン               | ダニエル・サヴレ       | 嶋村侑         |
| フォックス           | コール・ハウザー       | 木下浩之       |
| アヌーシュ           | キャシー・レイトン     | 下山田綾華     |
| 日本語版制作スタッフ |                        |                |
| 字幕翻訳             | 字幕翻訳               | 森澤海郎       |
| 吹替翻訳             | 吹替翻訳               | 平田勝茂       |

## スタッフ
- 監督：ドン・マイケル・ポール
- 脚本：バークレイ・アンダーソン、エリス・ブラック
- 製作：フィリップ・Ｊ・ロス（英語版）、ジェフリー・ビーチ
- 製作総指揮：シャリース・ハニー
- 音楽：フレデリック・ウィードマン
- 撮影：アレクサンダー・クルモフ
- 編集：キャメロン・ハレンベック
- 美術：ケス・ボネット